# What Are You Waiting For?
What Are You Waiting For? е дебютният албум на поп пънк групата FM Static. Към края на 2006 г. той е продаден в повече от 60 000 копия.

## Списък на песните
1. Three Days Later 2:23
2. Crazy Mary 2:47
3. Something To Believe In 2:49
4. Definitely Maybe 2:50
5. Donna 2:16
6. All The Days 2:26
7. Hold Me Twice 2:39
8. The Notion 2:10
9. October 2:50
10. My First Stereo 3:15
11. Hey Now 3:34

## Сингли
- Definitely Maybe
- Crazy Mary
- Something To Believe In

## Членове на групата
- Тревър Макневън – Вокал
- Стив Августин – Барабан
- Джъстин Смит – Бас китара
- Джон Бънър – Китара